# Otopappus acuminatus
Otopappus acuminatus là một loài thực vật có hoa trong họ Cúc. Loài này được S.Watson mô tả khoa học đầu tiên năm 1891.